# 南大東島

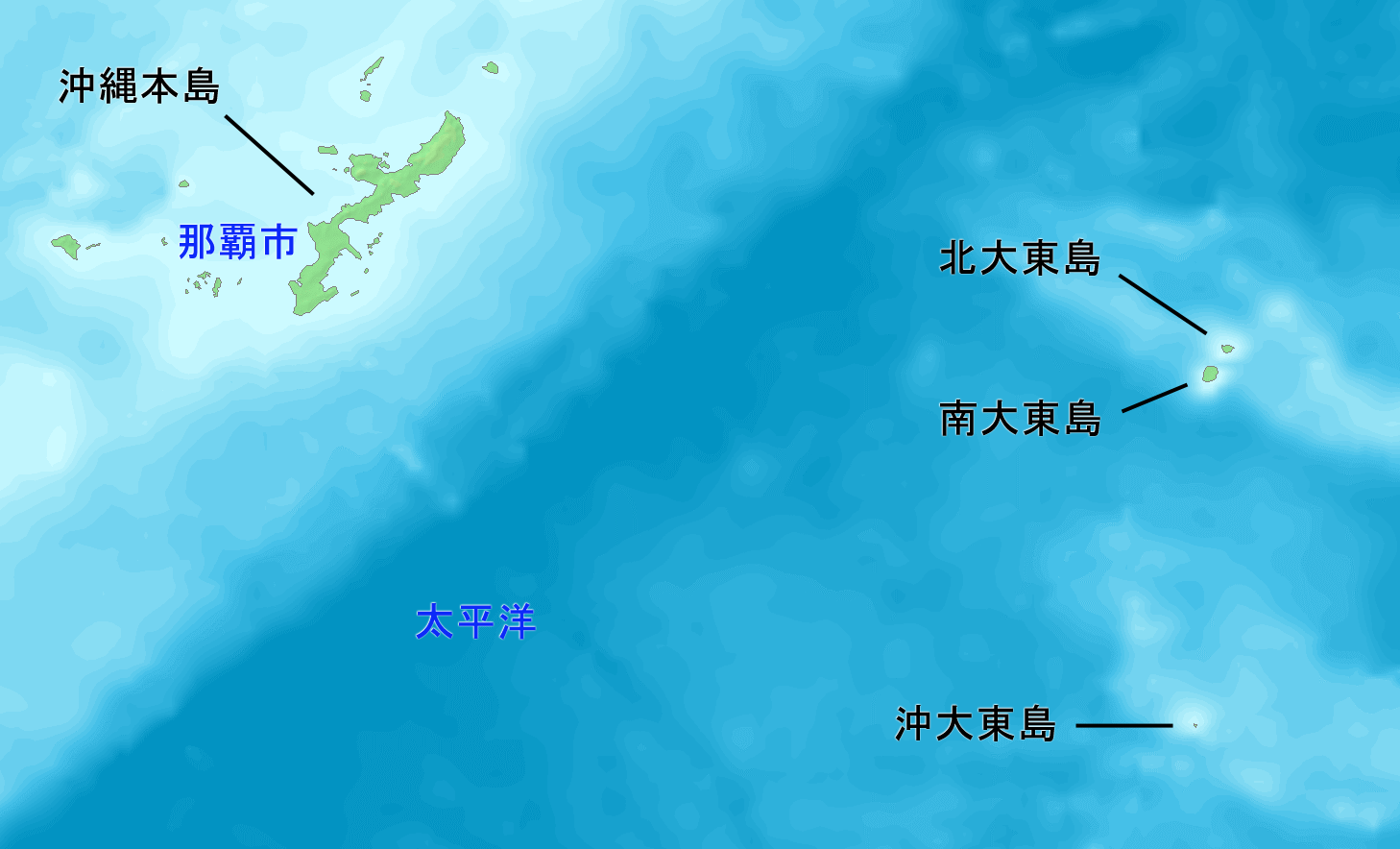
位置

南大東島（みなみだいとうじま）は、沖縄本島の約360km東方（宮崎県の真南）に位置する大東諸島の島で、沖縄県内では6番目に面積が大きい。全域が南大東村に属している。
近年、航空機の大型化などで観光客が容易に訪れることが可能になり、豊かな自然を生かした観光地としても注目されている。

## 地理
北方の北大東島とは12km離れている。面積30.53km2、周囲21.2km、標高75mの島。
島の北端から北に10kmの位置にある北大東島のほか沖大東島を除いては、周囲360kmに渡って陸地のない絶海の孤島である。また、島の周りの海は非常に深く、沖へ2kmほど出れば水深は1,000mに達する。

### 地形
北大東島と同じくサンゴ礁が隆起して出来た隆起環礁の島で、現地では外部の環状地を「幕」、高台部分を「幕上」、中央の低地部分を「幕下」と呼んでいる。典型的な隆起環礁として世界の地形学の教科書では説明モデルにもなっている。また、2007年には大東隆起環礁として日本の地質百選に選定された。現在でも年7cmほど北に移動をしており、島の北部の「バリバリ岩」などで裂け目を見ることができる。
白色の結晶質の石灰岩である古大東石灰岩が南大東島の北岸部に露頭している。

ギャラリー
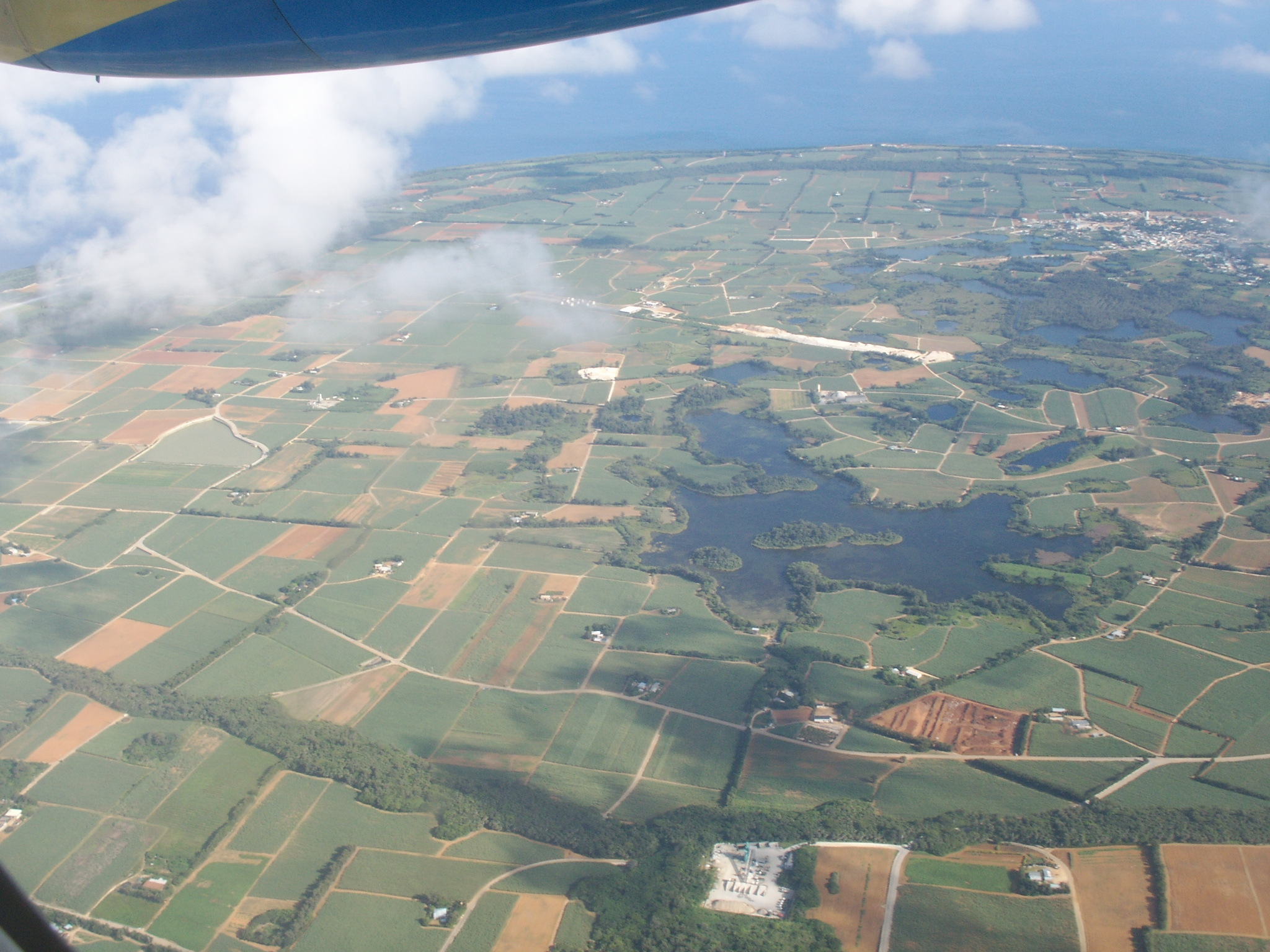
南大東島
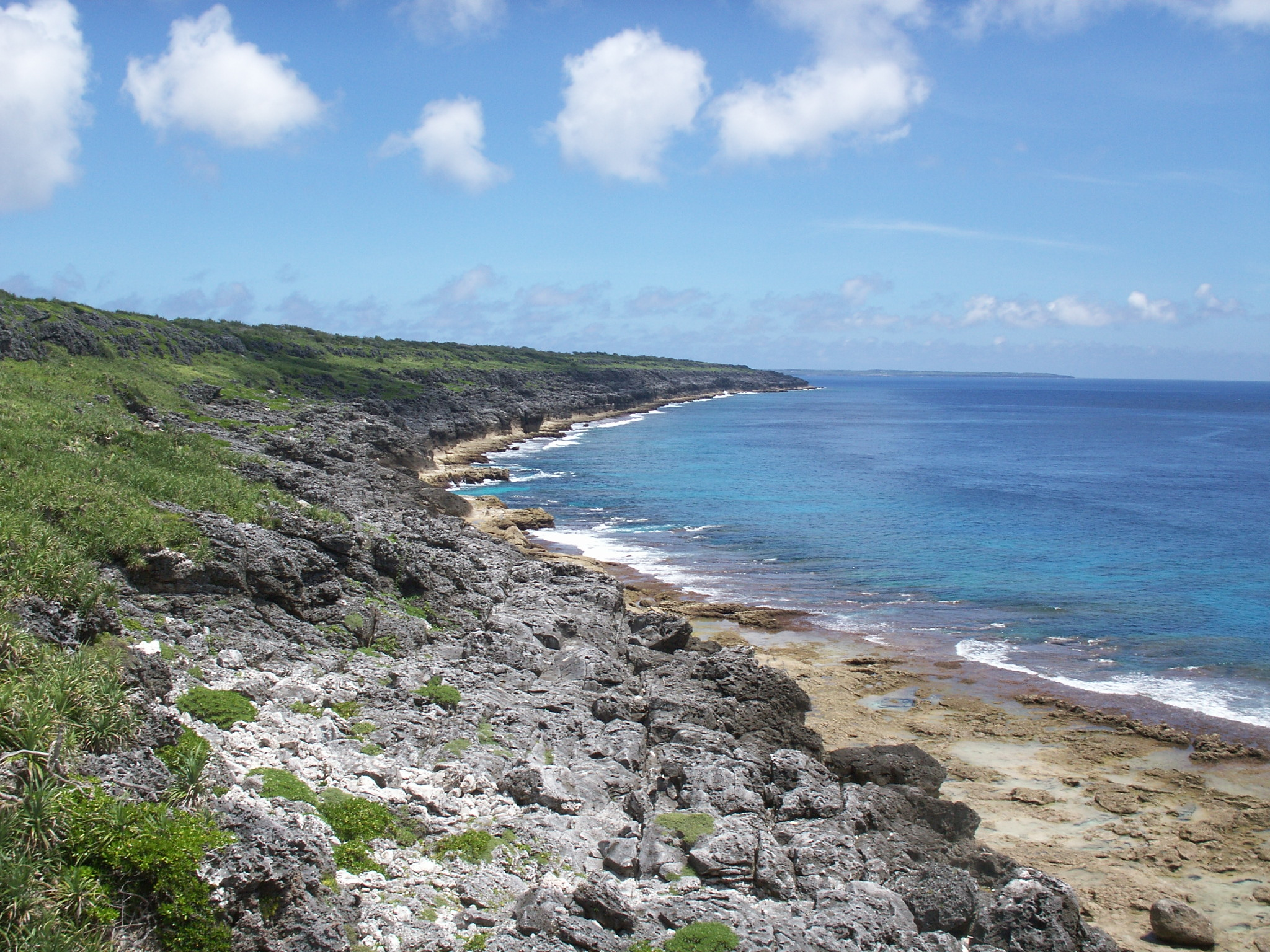
断崖で囲まれた南大東島海岸
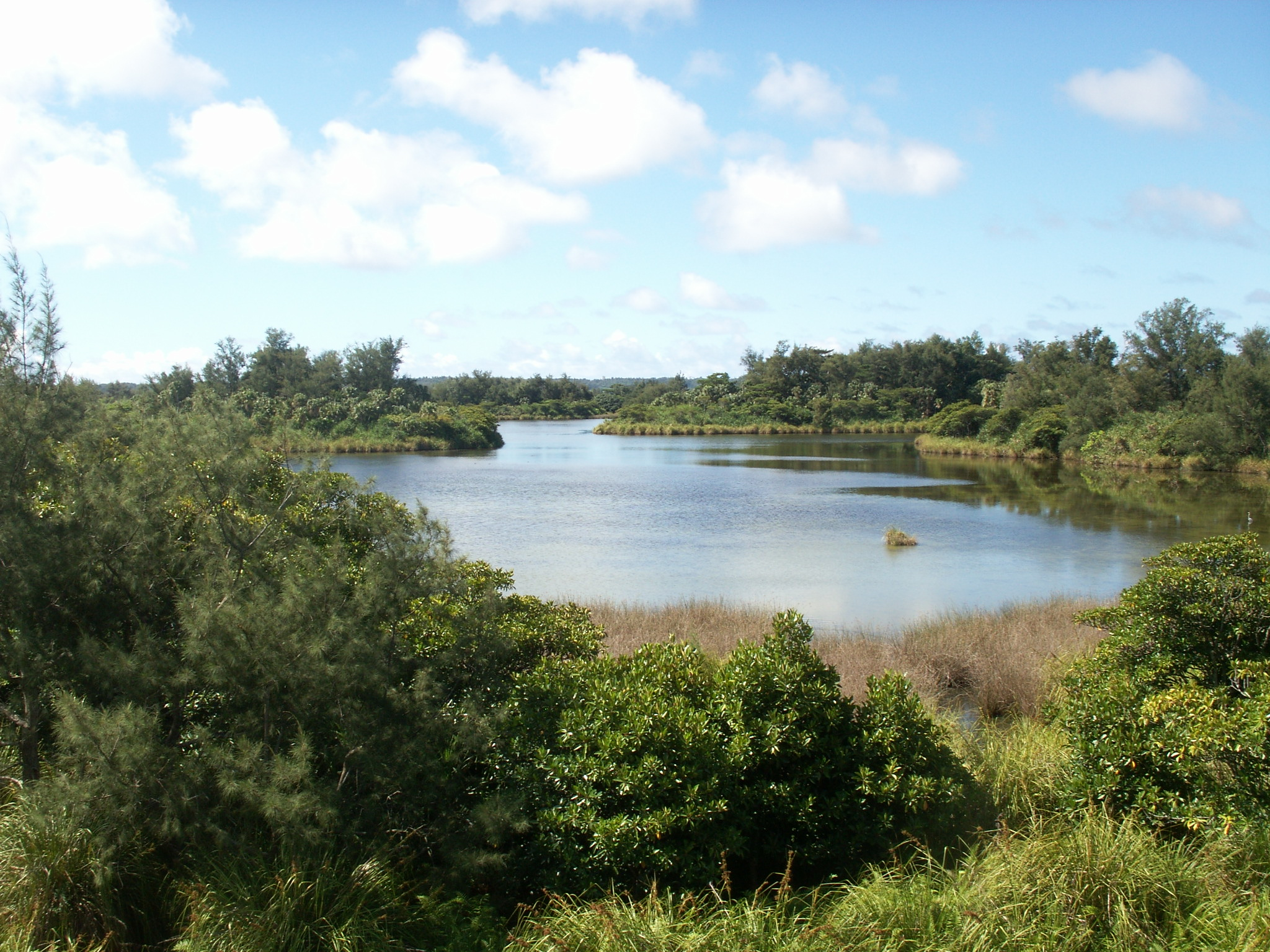
大池

### 湖沼
島内には大小110ほどの湖沼が存在し、そのうち23の湖沼に名前が付いている。権蔵池や栄太池など発見者の名が付けられた池が多数ある。沖縄県にある0.01km2以上の湖沼は全て南大東島に存在している。
開拓当初は人口も少なく飲料水には困らない島であった。しかし、入植者が増えたことで雨水が貴重な飲用水として用いられるようになった（1976年10月に簡易水道が開設され、1990年5月からは海水淡水化システムが導入されている）。
淡水の湖沼の水は農業用に利用されている。カヌーによる池の遊覧ツアーも行われている。
- 大池
  - 南西諸島で最大の天然の湖沼。淡水の池だが、海から切り離されたマングローブが自生している。これは植物学では極めて貴重な生態系とされ、「大池のオヒルギ群落」として国の天然記念物に指定されている。また池の中に複数の島が存在する。近くに鍾乳洞である星野洞がある。
- 権蔵池
  - 1900年（明治33年）、開拓団が入った際に最初に見つけた池で、開拓団の一人であった沖山権蔵が発見した事から名付けられた（現在の大東神社付近から見つけられたらしい）。この池の発見が南大東島の開拓に大いなる勇気を与えた。なお、大池は水深はそれほど深くはないが、この権蔵池をはじめ島内の多くの池はドリーネに水が溜まってできた池であるため水深があり、池の淵からも急に深くなっている。

## 気候
気候は亜熱帯の海洋性気候（気候区分上は熱帯雨林気候（Af））に属している。盆地状の地形の影響のため冬の夜に晴れた際には放射冷却の影響が激しくなり、最低気温が10℃以下になることがある。
20世紀になるまでたまに漂着民が着く程度の未開拓の地であったこともあって、独自の生態系をもっている。
気象観測での重要な拠点であり、特に気象衛星が運用される以前の日本の台風観測で、欠かせない役割を果たしていた。
| 南大東島地方気象台（島尻郡南大東村在所、標高15m）の気候 | 南大東島地方気象台（島尻郡南大東村在所、標高15m）の気候 | 南大東島地方気象台（島尻郡南大東村在所、標高15m）の気候 | 南大東島地方気象台（島尻郡南大東村在所、標高15m）の気候 | 南大東島地方気象台（島尻郡南大東村在所、標高15m）の気候 | 南大東島地方気象台（島尻郡南大東村在所、標高15m）の気候 | 南大東島地方気象台（島尻郡南大東村在所、標高15m）の気候 | 南大東島地方気象台（島尻郡南大東村在所、標高15m）の気候 | 南大東島地方気象台（島尻郡南大東村在所、標高15m）の気候 | 南大東島地方気象台（島尻郡南大東村在所、標高15m）の気候 | 南大東島地方気象台（島尻郡南大東村在所、標高15m）の気候 | 南大東島地方気象台（島尻郡南大東村在所、標高15m）の気候 | 南大東島地方気象台（島尻郡南大東村在所、標高15m）の気候 | 南大東島地方気象台（島尻郡南大東村在所、標高15m）の気候 |
| 月                                                      | 1月                                                     | 2月                                                     | 3月                                                     | 4月                                                     | 5月                                                     | 6月                                                     | 7月                                                     | 8月                                                     | 9月                                                     | 10月                                                    | 11月                                                    | 12月                                                    | 年                                                      |
| ------------------------------------------------------- | ------------------------------------------------------- | ------------------------------------------------------- | ------------------------------------------------------- | ------------------------------------------------------- | ------------------------------------------------------- | ------------------------------------------------------- | ------------------------------------------------------- | ------------------------------------------------------- | ------------------------------------------------------- | ------------------------------------------------------- | ------------------------------------------------------- | ------------------------------------------------------- | ------------------------------------------------------- |
| 最高気温記録 °C （°F）                                  | 26.8 (80.2)                                             | 27.6 (81.7)                                             | 28.1 (82.6)                                             | 30.2 (86.4)                                             | 31.9 (89.4)                                             | 34.1 (93.4)                                             | 35.3 (95.5)                                             | 34.6 (94.3)                                             | 34.0 (93.2)                                             | 33.0 (91.4)                                             | 31.8 (89.2)                                             | 28.3 (82.9)                                             | 35.3 (95.5)                                             |
| 平均最高気温 °C （°F）                                  | 21.1 (70)                                               | 21.2 (70.2)                                             | 22.6 (72.7)                                             | 24.6 (76.3)                                             | 26.9 (80.4)                                             | 29.6 (85.3)                                             | 31.7 (89.1)                                             | 31.6 (88.9)                                             | 31.0 (87.8)                                             | 28.8 (83.8)                                             | 25.8 (78.4)                                             | 22.6 (72.7)                                             | 26.5 (79.7)                                             |
| 日平均気温 °C （°F）                                    | 18.0 (64.4)                                             | 18.1 (64.6)                                             | 19.5 (67.1)                                             | 21.6 (70.9)                                             | 24.1 (75.4)                                             | 26.9 (80.4)                                             | 28.7 (83.7)                                             | 28.6 (83.5)                                             | 27.9 (82.2)                                             | 25.9 (78.6)                                             | 23.1 (73.6)                                             | 19.7 (67.5)                                             | 23.5 (74.3)                                             |
| 平均最低気温 °C （°F）                                  | 14.6 (58.3)                                             | 14.8 (58.6)                                             | 16.4 (61.5)                                             | 18.8 (65.8)                                             | 21.5 (70.7)                                             | 24.8 (76.6)                                             | 25.9 (78.6)                                             | 25.9 (78.6)                                             | 25.0 (77)                                               | 23.0 (73.4)                                             | 20.4 (68.7)                                             | 16.6 (61.9)                                             | 20.7 (69.3)                                             |
| 最低気温記録 °C （°F）                                  | 3.5 (38.3)                                              | 4.3 (39.7)                                              | 5.3 (41.5)                                              | 4.7 (40.5)                                              | 10.6 (51.1)                                             | 14.6 (58.3)                                             | 19.4 (66.9)                                             | 19.7 (67.5)                                             | 16.1 (61)                                               | 12.9 (55.2)                                             | 9.8 (49.6)                                              | 6.4 (43.5)                                              | 3.5 (38.3)                                              |
| 降水量 mm （inch）                                      | 77.0 (3.031)                                            | 79.9 (3.146)                                            | 84.2 (3.315)                                            | 113.6 (4.472)                                           | 222.0 (8.74)                                            | 199.6 (7.858)                                           | 118.0 (4.646)                                           | 151.1 (5.949)                                           | 167.9 (6.61)                                            | 180.5 (7.106)                                           | 120.9 (4.76)                                            | 124.7 (4.909)                                           | 1,639.3 (64.539)                                        |
| 平均降水日数 （≥0.5 mm）                                | 10.2                                                    | 9.2                                                     | 8.9                                                     | 9.2                                                     | 12.1                                                    | 10.4                                                    | 9.5                                                     | 12.1                                                    | 12.4                                                    | 12.2                                                    | 10.0                                                    | 10.4                                                    | 126.6                                                   |
| % 湿度                                                  | 69                                                      | 71                                                      | 74                                                      | 78                                                      | 84                                                      | 87                                                      | 81                                                      | 81                                                      | 80                                                      | 77                                                      | 74                                                      | 70                                                      | 77                                                      |
| 平均月間日照時間                                        | 121.3                                                   | 120.3                                                   | 154.0                                                   | 152.8                                                   | 171.0                                                   | 219.3                                                   | 277.8                                                   | 249.3                                                   | 220.4                                                   | 178.4                                                   | 136.4                                                   | 120.8                                                   | 2,121.7                                                 |
| 出典：気象庁 (平均値：1991年-2020年、極値：1942年-現在) |                                                         |                                                         |                                                         |                                                         |                                                         |                                                         |                                                         |                                                         |                                                         |                                                         |                                                         |                                                         |                                                         |

## 歴史
- 1885年 日本が北大東島と共に領有を諸外国に宣言。沖縄県に編入される[7]。
- 1900年 玉置半右衛門を中心とした八丈島からの開拓団により、大東諸島の開拓が開始される。その際「入植費用と生活費は玉置半右衛門が面倒をみ、入植者には30年後には現地の土地を与える」約束をし人を集めた。玉置半右衛門は大東島紙幣を作り島内で流通させ日本銀行券は一切認めなかった。島への渡航手段から商店・学校・郵便局などにいたるまで全てのインフラを玉置商会が管理した。特例として町村制は施行されず、それらの各企業に島の自治が全面的に玉置商会に委ねられ、日本の行政機関による地方行政がおよばず、公的届出なども事実上不可能な「社有島」になった。
- 一部の管理的役職の者を除けば全て製糖会社にサトウキビを納める小作農であり、社有であった。また、島民は重労働を強いられた上に収穫されたサトウキビは安く買い叩かれたほか、無許可の離島が禁じられるなど厳しい監視下に置かれていた。
- 玉置半右衞門が1代で富を築いたが2代目で経営不振になった。
- 1914年 八丈島系住民と沖縄系住民の対立激化。
- 1916年 玉置商会、南大東島の土地や関連事業について東洋製糖へ売却。
- 1919年 大東寺建立。この頃、島内の人口が4,000人を超える。
- 1927年 東洋製糖が大日本製糖に吸収合併される。
- 1942年 日本軍駐屯開始。
- 1944年 戦況悪化のため、島民は八丈島や九州、沖縄本島へ強制疎開を命じられる。
- 1945年 2月から6月にかけてアメリカ軍の激しい空爆に晒される。4月1日、大東寺焼失。
- 1946年 沖縄のアメリカ軍政開始により、製糖会社による島の支配から脱する。村制が施行され、南大東村に。人口1,458人。
村制施行により大日本製糖の販売店の建物に村庁舎が設置される[8]。
- 1950年 トタン葺ぶき木造の村庁舎を建設する[8]
- 1960年 鉄筋コンクリート2階建ての村庁舎を建設する[8]
- 1964年 玉置半右衛門が入植者と交わした「入植者には30年後には現地の土地を与える」約束が、大日本製糖の元遂行され、島内の耕作地の所有者が島民であることが最終的に確認される。
- 1972年 沖縄返還。
- 1979年 電話がダイヤル自動化。市外局番は09802、市内局番は2。
- 1989年 南大東漁港・山羊鼻地区の整備事業が始まる[9]。
- 1997年 新南大東空港の供用開始[10]。
- 2001年 鉄筋コンクリート2階建ての新・村庁舎が完成[8]。
- 2002年 新種のカブトムシ。ヒサマツサイカブトが発見された。
- 2012年 トノサマバッタが島全体で大量発生しサトウキビに被害[11]。

## 方言
- 大東諸島方言 -八丈方言の系統に属す。

## 行政
全域が沖縄県島尻郡南大東村に属する。
1946年、琉球列島米国民政府の統治下に置かれるまでは日本領でありながら特定の自治体に属さず、1900年の玉置半右衛門による入植以降、玉置商会〜東洋製糖〜大日本製糖が島を「所有」し、製糖工場（現在も島の中核産業である）に付属する私設の学校・病院・郵便局まで設置される極めて特殊な自治体制が敷かれていた。

## 学校
- 南大東村立南大東小中学校　昭和23年開校。